# Sivergues
Sivergues är en kommun i departementet Vaucluse i regionen Provence-Alpes-Côte d'Azur i sydöstra Frankrike. Kommunen ligger i kantonen Bonnieux som tillhör arrondissementet Apt. År 2022 hade Sivergues 44 invånare.

## Befolkningsutveckling
Antalet invånare i kommunen Sivergues
| Referens: INSEE |